# Moving Day
Moving Day är det artonde avsnittet av andra säsongen av TV-serien How I Met Your Mother. Det hade premiär på CBS den 19 mars 2007.

## Sammandrag
När Ted planerar att flytta in med Robin stjäl Barney hans flyttbil. 

## Handling
Ted och Robin påbörjar sitt projekt att flytta ihop. Barney gillar idén till en början och frågar Marshall och Lily om han kan använda det lediga rummet i deras lägenhet för att ha sex med tjejer. Hans egen lägenhet ligger 23 minuters taxifärd från favoritbaren, vilket gör att mycket hinner gå på tok på vägen. 
Sedan bestämmer sig Barney för att Ted gör ett stort misstag. Han stjäl flyttbilen med alla Teds tillhörigheter och vägrar ge tillbaka den förrän Ted går med på att göra massor av saker. 
Efter att ha genomfört en serie utmaningar från Barney inser Ted att han inte vill flytta ihop med Robin. Ted blir arg på Barney och åker hem till Robins lägenhet. Hon är inte nöjd med vad han har haft för sig, vilket leder till att han blir arg på henne också. Men då inser han var flyttbilen är. 
Barney har raggat upp en tjej och tagit med henne till lastbilen, som står gömd i en gränd bakom stammisbaren. Inne i lastutrymmet har Barney inrett ett rum att ha sex i. När Barney och tjejen är inne i bilen kör Ted iväg med den. Han får tillbaka sina saker och kör hem tjejen. Ted och Robin avbryter planerna på att flytta ihop. 
Under tiden har Marshall och Lily varit uppspelta över att Ted ska flytta ut. De uppskattar fördelarna, som att kunna gå runt nakna och ha sex på soffan, men upptäcker snart att allt inte förändras till det bättre. Många viktiga husgeråd tillhörde Ted och har flyttat med honom. De inser att de behöver Ted och välkomnar honom tillbaka.

## Kulturella referenser
- Barney säger att han ska äta lökringar på "Han-sättet... Solo!", en ordvits av karaktären Han Solo i Star Wars.
- Barneys dejt Sarah säger att hon inte vill gå in i lastbilen för att hon har sett När lammen tystnar. I den filmen kidnappar en seriemördare en ung kvinna genom att be henne om hjälp med att lyfta in en soffa i en skåpbil.
- Barneys topp-tio-lista har samma mönster som The Top 10 List i The Late Show with David Letterman.
- Barney jämför Teds klädstil med talkshowvärden Ellen DeGeneres.